# 스가이 히데히로
스가이 히데히로(일본어: 須貝 英大, 1998년 10월 27일~)는 일본의 축구 선수이다.

## 구단 경력
그는 2020년 J2리그의 방포레 고후에 입단했다. 2022년에 천황배 우승을 차지했다. 2023년까지 87경기에 출전하여, 9득점을 넣었다. 2023년 7월 J1리그의 가시마 앤틀러스로 이적했다. 2025년 교토 상가 FC로 이적했다.